# 가천
가천은 경상북도 청송군 주왕산면 라리에서 발원하여 내룡리와 향리를 거쳐 북동류하다가 영덕군 달산면 옥계리에서 오십천의 지류인 대서천으로 흘러드는 하천이다.